# طواف ميزوري 2007
طواف ميزوري 2007 (بالإنجليزية: 2007 Tour of Missouri)‏ هو سباق دراجات هوائية، وأقيم في 2007، وهو أحد سباقات طواف أمريكا للدراجات 2006–07.
فاز فيه بالمركز الأول  جورج هينكابي، وبالمركز الثاني  Will Frischkorn ‏، وبالمركز الثالث  Dominique Rollin ‏.

## الفائزون
| الترتيب | الفائز            |
| ------- | ----------------- |
| الفائز  | جورج هينكابي      |
| الثاني  | Will Frischkorn ‏  |
| الثالث  | Dominique Rollin ‏ |